# An den christlichen Adel deutscher Nation von des christlichen Standes Besserung

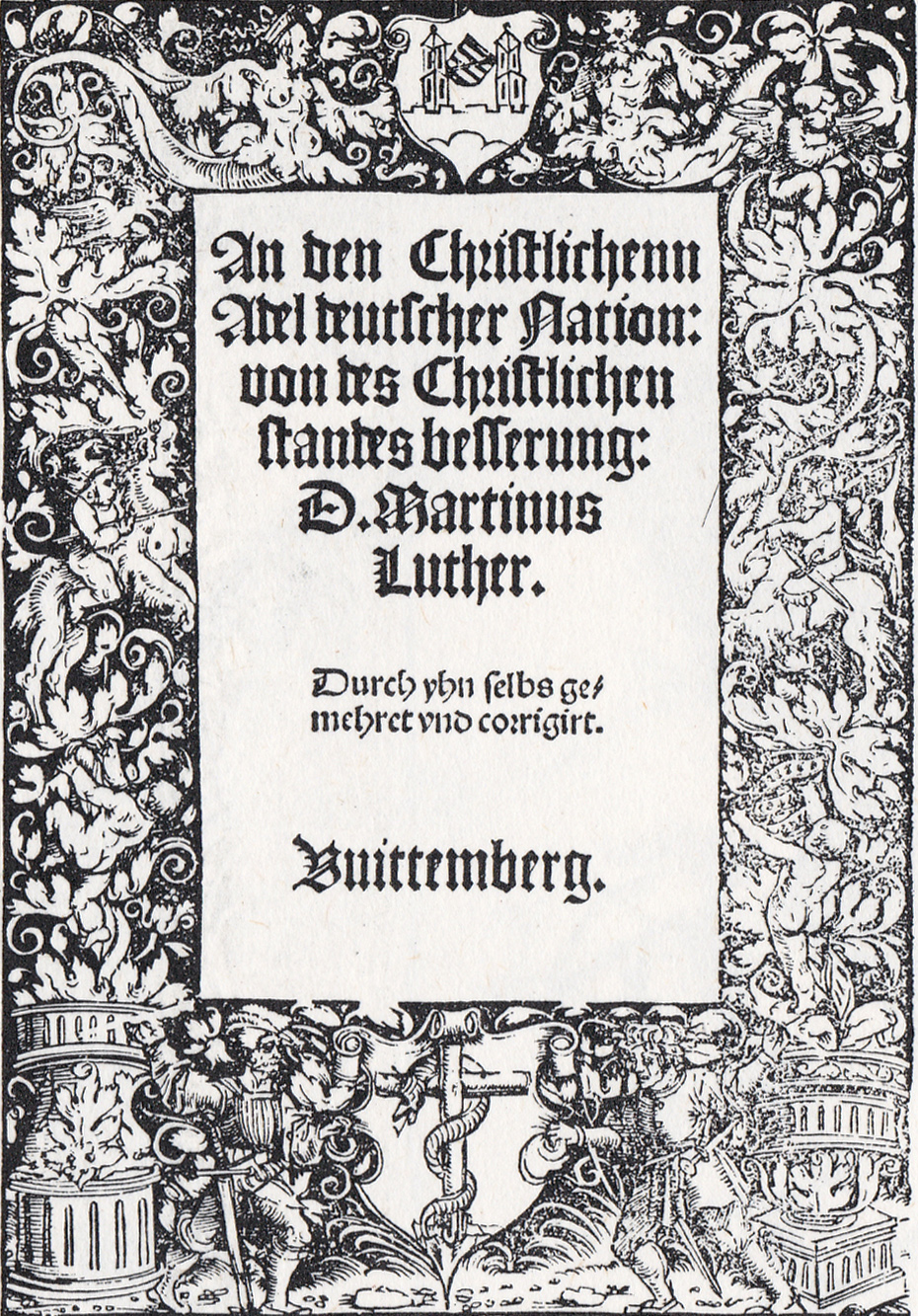
Titelblatt des Drucks von Melchior Lotter, Wittenberg 1520

An den christlichen Adel deutscher Nation: von des christlichen Standes Besserung (An den Christlichenn Adel deutscher Nation: von des Christlichen standes besserung: D. Martinus Luther.) ist eine Reformschrift Martin Luthers, verfasst in frühneuhochdeutscher Sprache im Jahr 1520. Ihre Bedeutung liegt darin, dass Luther in dieser Schrift eindeutig mit der römisch-katholischen Kirche brach. Er bezeichnete den Papst (konkret: Leo X. aus dem Hause Medici) als Antichrist und formulierte den Grundsatz des Priestertums aller Getauften. Die Zweiteilung der Christenheit in Klerus und Laien wurde damit aufgegeben. Adel und Kaiser, aber auch die städtischen Magistrate und in letzter Konsequenz alle Christen wurden aufgefordert, Reformen der Kirche in die Wege zu leiten. Luther, der kurz davor war, von der Amtskirche als Häretiker ausgeschlossen zu werden, agierte dabei auch als Provokateur: Mit der Adelsschrift „bestätigte er, dass man ihn ausschließen mußte, just in dem Moment, in dem dies geschah.“
Innerhalb weniger Wochen verfasst, erschien die Adelsschrift am 5. August 1520 mit der relativ hohen Auflage von 4000 Exemplaren. In kurzer Folge schlossen sich 14 Nachdrucke an, die außer in Wittenberg auch in Augsburg, Basel, Leipzig, München und Straßburg erschienen. Die damit erreichte Breitenwirkung blieb aber kurzzeitig, weil die weitere Eskalation von Luthers Konflikt mit der Amtskirche das Interesse der Zeitgenossen auf sich zog.
Die Zusammenfassung der Adelsschrift mit dem Traktat Von der Freiheit eines Christenmenschen und der Schrift Von der babylonischen Gefangenschaft der Kirche, manchmal auch mit der Schrift Von den guten Werken zu einer Gruppe „reformatorischer Hauptschriften“ stammt nicht von Luther selbst, sondern wurde erst im 19. Jahrhundert vorgenommen.

## Entstehung

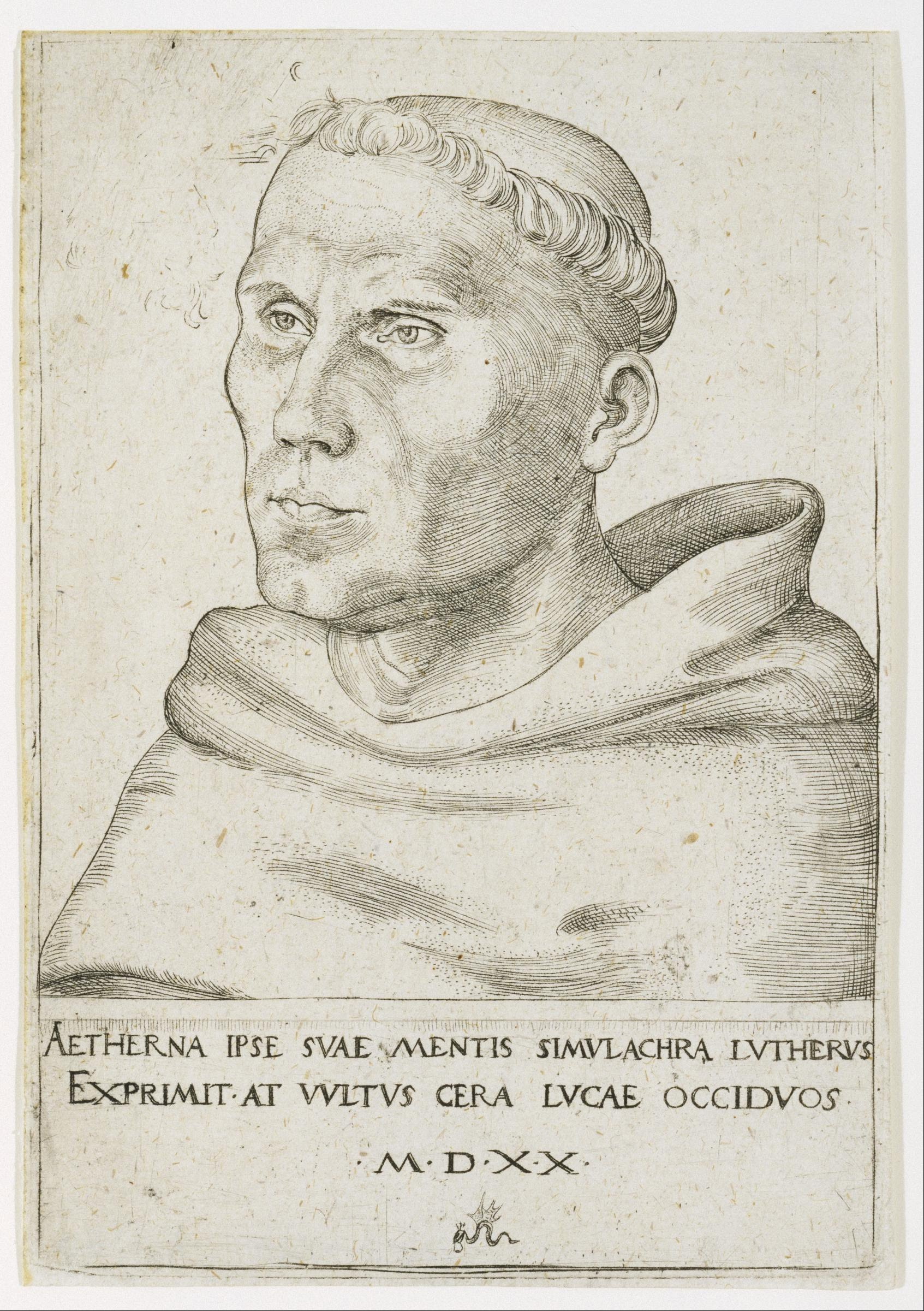
Martin Luther als Augustinereremit (Lucas Cranach d. Ä., 1520, Museum of Fine Arts, Houston)

Ein Brief Luthers an Georg Spalatin erwähnt Anfang Juni 1520 den Plan, eine Schrift an den neu gewählten Kaiser Karl V. und den Adel zu verfassen. Während Luther an der Schrift An den christlichen Adel deutscher Nation arbeitete, erfuhr er Mitte Juli vom Ausgang seines Ketzerprozesses in Rom, und fast gleichzeitig stellte er den Sermon von dem Neuen Testament fertig, den Grunenberg druckte, während er die Adelsschrift an den aus Leipzig nach Wittenberg zugezogenen Drucker Melchior Lotter vergab. Von einem äußeren Anlass der Adelsschrift ist nichts bekannt, dagegen bildet Luthers belastende Lebenssituation in Erwartung des Ketzerurteils den Hintergrund der Abfassung. Einen Impuls für die scharfe Papstkritik der Adelsschrift verdankte Luther Ulrich von Hutten. Dieser hatte 1517 ein Werk des italienischen Humanisten Lorenzo Valla publiziert, in dem dieser nachwies, dass die Konstantinische Schenkung, eine Urkunde, aus der die weltliche Macht der Päpste begründet wurde, eine Fälschung war. Luther las Huttens Edition dieser Schrift Anfang 1520 und wurde dadurch in seinem Verdacht bestärkt, dass der Papst der Antichrist sei.
Ein weiterer zeitgeschichtlicher Hintergrund ist das Dekret Pastor aeternus gregem von 1516, mit dem das Fünfte Laterankonzil die Pragmatische Sanktion von Bourges aufhob. Von vielen Zeitgenossen und auch von Luther wurde es so interpretiert, als seien die Beschlüsse des Basler Konzils und damit die Erfolge des Konziliarismus von der päpstlichen Partei rückgängig gemacht worden. Dies ist aber, wie der katholische Kirchenhistoriker Bernward Schmidt ausführt, nicht ganz korrekt: Das Fünfte Laterankonzil habe das Rumpfkonzil von Basel gar nicht als legitim anerkannt; damit waren auch die von diesem gefassten Beschlüsse obsolet.
Der Text zeigt Spuren schneller Fertigstellung, so hat der Verfasser ihn nicht mehr abschließend durchkorrigiert. Am 5. August 1520 erschien die erste Auflage in Wittenberg. Die 4000 Exemplare waren nach drei Tagen vergriffen. Insgesamt erschienen fünfzehn Auflagen in deutscher Sprache und zwei Auflagen in Italienisch; der evangelische Kirchenhistoriker Martin H. Jung schätzt die Gesamtauflage auf 68.000 Exemplare. Trotz der flüchtigen Abfassung weist die Adelsschrift sprachlich-stilistische Feinheiten auf wie Klimax, Anaphora und Synonymenketten.

## Adressaten

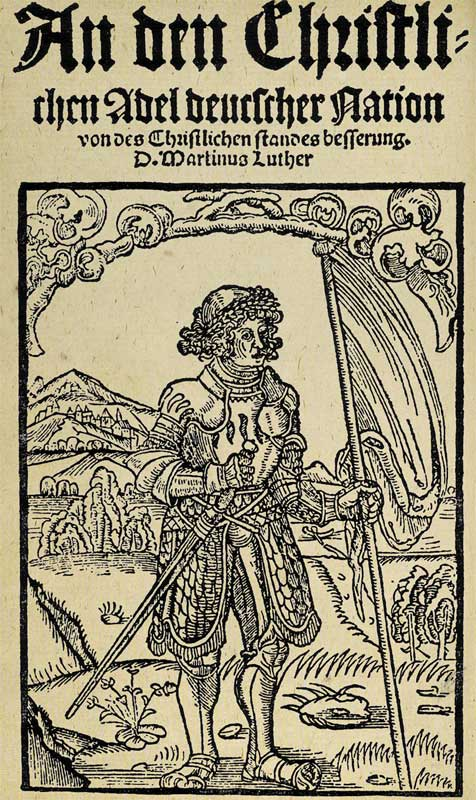
Titelblatt der Adelsschrift, Nachdruck von Valentin Schumann, Leipzig 1520. Das Motiv dieses Leipziger Drucks, ein bekränzter Ritter in offener Landschaft, ist eine Fokussierung auf den Adelsstand als Adressaten von Luthers Schrift.

In der Forschung ist darauf hingewiesen worden, dass sich Luthers Kontakte zur Reichsritterschaft seit dem Frühjahr 1520 intensiviert hatten, außer mit Hutten stand Luther im Kontakt mit Franz von Sickingen und Hans von Taubenheim. Von dieser Seite erreichten ihn Solidaritätsbekundungen, doch ist die Adelsschrift nicht direkt dadurch veranlasst. Die Berührungen zwischen der Ritterschaftsbewegung und Luther und seinem Kreis waren punktuell: in der Kritik an den Zuständen in Rom und am schlechten Leben der Kleriker wusste man sich einig. Im Blick auf die Rolle, die Fürsten später bei der Durchsetzung der Reformation spielten, fällt auf, dass Luther in dieser frühen Programmschrift nicht sie, sondern allgemein den Adel ansprach. Er widmete das Werk einem Kollegen an der Wittenberger Universität, Nikolaus von Amsdorf. Dessen Familie gehörte zum landsässigen Niederadel. Der Niederadel konnte sich von Luthers Adelsschrift mitangesprochen fühlen, da er ja auch Obrigkeit war und Themen wie die Kleiderordnung auch ihn betrafen. Aber Anknüpfungspunkte bot ihm weniger die Adelsschrift als Luthers Traktat von der Freiheit eines Christenmenschen. Die darin zentralen Themen Freiheit und Gewissen berührten direkt das Selbstverständnis dieser Gruppe.

## Inhalt

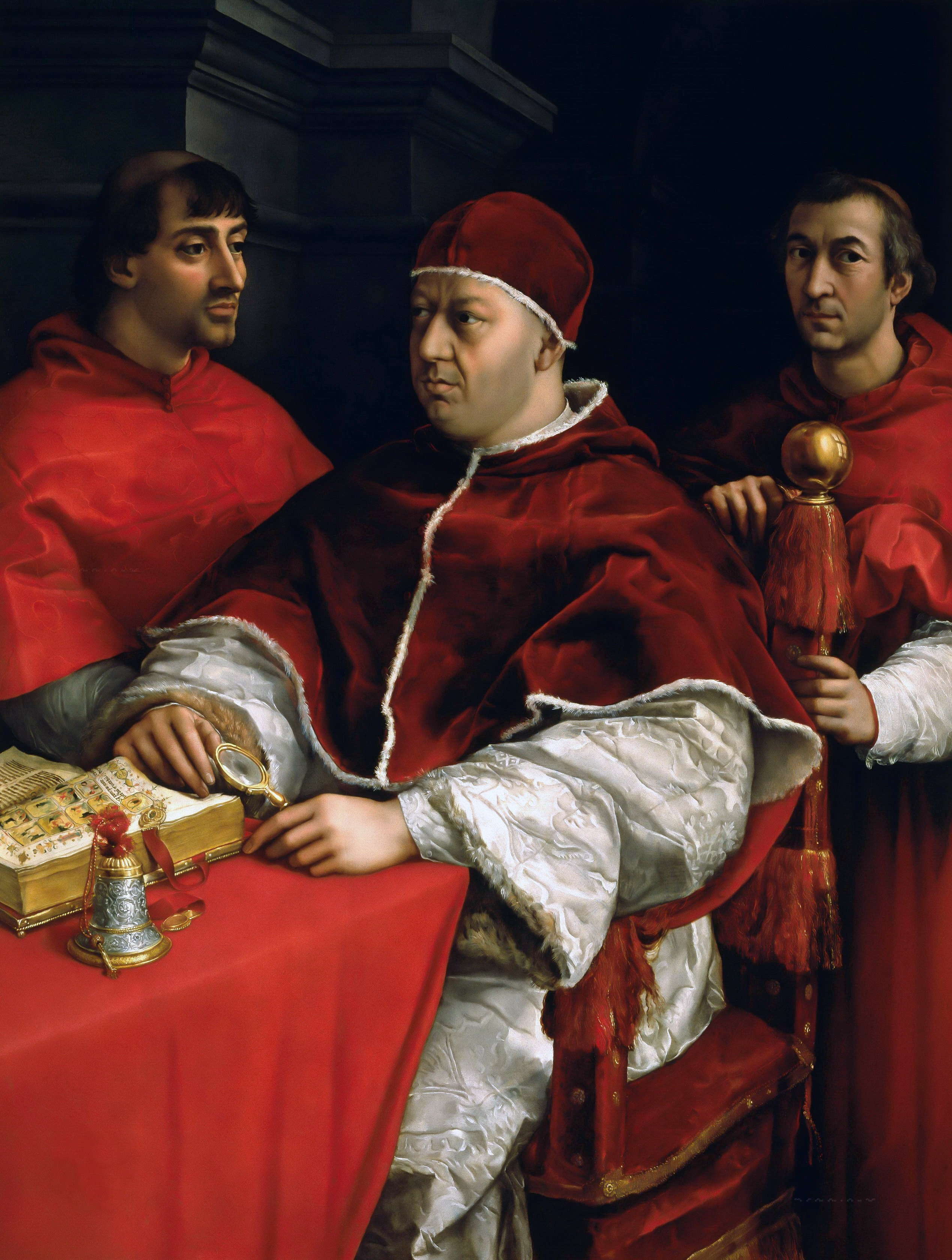
Papst Leo X. mit zwei Kardinälen, Gemälde von Raffaelo Sanzio, um 1518/1519 (Uffizien)

Luther, der sich als Mönch und Doktor der Theologie vorstellt, möchte wie ein Hofnarr Missstände ansprechen. Dieser hatte das Privileg, straflos auch scharfe Kritik vortragen zu dürfen.
Der literarisch uneinheitliche Text lässt sich in drei Hauptteile gliedern:
1. Drei Mauern, welche die „Romanisten“ um sich gezogen haben, um Reformen unmöglich zu machen;
2. Agenda für ein zukünftiges Konzil;
3. 26 (oder 27) Reformartikel.

„Romanisten“ ist eine von mehreren Bezeichnungen Luthers für die Gegenpartei. Er präzisierte in der Adelsschrift, das seien „Bapst, Bischoff, pfaff, munch odder gelereten.“ In diesem frühen Stadium der Auseinandersetzung hat das Wort, ebenso wie „Papisten“, noch keine konfessionelle Bedeutung. Gemeint sind nicht die einfachen Gläubigen, sondern Parteigänger des Papstes, wie etwa Thomas Murner, der auf die Bezeichnung als Romanist auch prompt reagierte.

### Drei Mauern der „Romanisten“
Luther argumentiert im ersten Hauptteil mit dem Bild eines Mauerrings, wie er für Städte oder Burgen seiner Zeit üblich war. Zugleich spielt er auf die biblische Erzählung von den Mauern von Jericho an, die beim Schall der Posaunen einstürzten (Jos 6). Mit einem dreifachen Schutzwall hätten sich die „Romanisten“ bisher gegenüber Veränderungen abgeschirmt, quasi eingemauert:
1. der geistliche Stand stehe über dem weltlichen,
2. nur der Papst dürfe die Bibel auslegen,
3. nur der Papst dürfe ein Konzil einberufen und habe zusätzlich das Recht, die Beschlüsse eines Konzils zu bestätigen, bzw. deren Bestätigung zu verweigern.

Luthers Vorhaben ist es, die drei Mauern zu Fall zu bringen. Die erste Mauer wird beseitigt durch den Grundsatz des Priestertums aller Getauften: „Dan alle Christen seyn wahrhafftigs geystlichs stands ... szo werden wir allesampt durch die tauff zu priestern geweyhet, wie St. Peter i Pet ii sagt...“ Daraus folgt die Niederlegung der 2. Mauer: alle Getauften können die Bibel auslegen, und der 3. Mauer: weltliche christliche Obrigkeiten haben das Recht, Konzilien einzuberufen.
Nach dem katholischen Kirchenhistoriker Thomas Prügl war Luther im Kontext der Adelsschrift weniger von Antiklerikalismus, Kritik am Messopfer oder am Sakrament der Priesterweihe motiviert – hier sei es ihm vor allem um das Finanzgebaren der Kurie gegangen, und Luther habe den weltlichen Obrigkeiten mögliche Skrupel nehmen wollen, in die Privilegien des geistlichen Standes einzugreifen.
Luther führte Argumente aus der Bibel, aber auch aus der Kirchen- und Theologiegeschichte an. Wie schon bei der Leipziger Disputation machte er geltend, dass Päpste mehrfach geirrt hätten; das Erste Konzil von Nicäa sei im Jahr 325 nicht vom Papst, sondern vom Kaiser einberufen worden. Eine besondere Rolle in Luthers Argumentation spielt der Kanon Si papa des Decretum Gratiani: Ein Papst könne von niemandem aufgrund moralisch schlechten Handelns und schlechter Lebensweise gerichtet werden, wohl aber, falls er eine Häresie vertrete (nisi a fide devius). Dann war er prinzipiell absetzbar. Luther zitierte zwar den Kanon Si papa, unterschlug aber diese Häresieklausel. Gegen die Auslegungstradition verstand er den Kanon als eine Art Blankoscheck päpstlicher Immunität und lehnte ihn vehement als Teufelswerk ab.

### Agenda für ein zukünftiges Konzil
Luthers Reformideen stellen sich in eine lange Tradition. Er knüpfte an die Gravamina der deutschen Nation an, die seit Mitte des 15. Jahrhunderts immer wieder vorgetragen wurden und präsentierte sich dem Leser mit dieser Schrift als Konziliarist. Hatte er während der Leipziger Disputation 1519 Kritik am Konstanzer Konzil geäußert, so stellte er seine Zweifel an der Richtigkeit von Konzilsentscheidungen in der Adelsschrift zurück und erwartete von einem künftigen Konzil Lösungen der drängenden Probleme.
Luther schlug vor, den päpstlichen Verwaltungsapparat stark zu reduzieren und besonders den Abfluss von Geldern aus Deutschland nach Rom zu unterbinden. Bei der zu Luthers Zeit weit verbreiteten Überzeugung, keine Nation werde durch das päpstliche Finanzgebaren so belastet wie die deutsche, handelte es sich nach Prügl allerdings um einen „Phantomschmerz“: Frankreich habe den größten Teil des päpstlichen Geldbedarfs gedeckt, an zweiter Stelle Spanien und dann erst das Reich. Für Frankreich und Spanien habe sich das aber durch Lobbyarbeit am päpstlichen Hof in gewisser Weise wieder bezahlt gemacht, während deutsche Lobbyisten dort kaum in Erscheinung traten. So verfestigte sich der Eindruck, von Rom ausgenutzt zu werden.
Einerseits wurde der Papst von Luther als Antichrist identifiziert, andererseits hielt Luther ein Papstamt weiterhin für möglich, wenn der Papst sich vor allem als Beter verstünde.

### Reformartikel
1. Wie das Basler Konzil forderte Luther die ersatzlose Streichung der Annaten, die eine wesentliche Finanzquelle der päpstlichen Hofhaltung darstellten.
2. Die päpstliche Besetzung kirchlicher Ämter im deutschen Gebiet mit auswärtigen Klerikern, die ihre Aufgaben vor Ort nicht wahrnahmen, solle beendet werden.
3. Bischöfe sollten nicht mehr von Rom bestätigt werden. Nach dem Vorbild der Alten Kirche[20] solle ein Bischof von zwei Nachbarbischöfen oder dem Erzbischof bestätigt werden.
4. Weltliche Rechtsfälle sollten nicht mehr in Rom verhandelt werden.
5. Die reservatio pectoralis solle abgeschafft werden. Sie ermöglichte es dem Papst, einem Bewerber die diesem bereits zugesagte Pfründe wieder zu nehmen und sie einem Mitbewerber zu verleihen, der dafür mehr bezahlte.[21]
6. Die casus reservati sollten abgeschafft werden. Im Bußsakrament blieb der Erlass bestimmter Kirchenstrafen dem Papst oder den Bischöfen vorbehalten (reserviert).
7. Der päpstliche Hof solle sich nicht mehr der Repräsentation, sondern dem Studium und dem Gebet widmen.
8. Die Eide, die Bischöfe dem Papst leisten mussten (Bulle Significasti[22]), sollten aufgehoben werden.
9. Der Papst solle keine Oberhoheit über den Kaiser mehr haben, außer ihn zu salben und zu krönen; die Demutsgesten des Kaisers gegenüber dem Papst sollten unterbleiben. Luther lehnt das Kapitel Solite[23] ab, mit dem die Überordnung des Papstes über den Kaiser begründet wurde. In diesem Zusammenhang brandmarkte Luther die Konstantinische Schenkung als Lüge.
10. Der Papst solle nicht Lehnsherr der Königreiche Neapel und Sizilien sein.

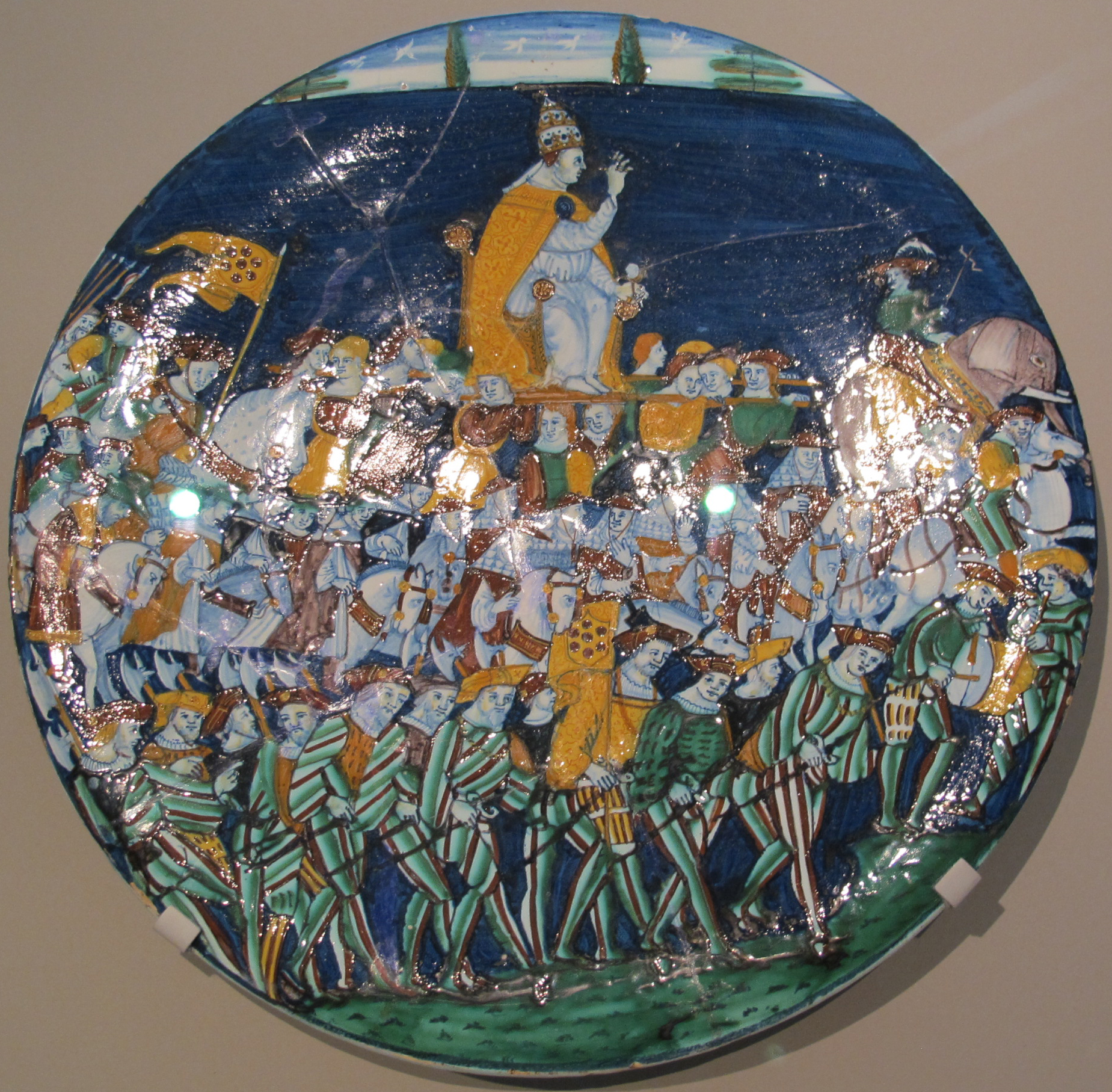
Majolika-Teller: Darstellung Leos X., der bei einer Prozession getragen wird, um 1516 (Victoria and Albert Museum)

11. Majolika-Teller: Darstellung Leos X., der bei einer Prozession getragen wird, um 1516 (Victoria and Albert Museum)Der Personenkult um den Papst solle beendet werden. Der Papst solle sich nicht mehr die Füße küssen lassen, wie Gregor VII. das im Dictatus Papae gefordert hatte. Er könne selbst reiten oder fahren, statt sich in einer Sänfte „wie ein abgot“ herumtragen zu lassen.
12. Die Wallfahrt nach Rom solle abgeschafft oder eingeschränkt werden. Mindestens sollte ein Pilger vor der Abreise die Erlaubnis seines Ortspfarrers einholen. Das Pilgern sei keine bedeutende religiöse Handlung, sondern eine ganz unbedeutende mit bedenklichen Folgen: „Man sagt: wer das erste mal gen Rom gaht, der sucht einen schalck, zum andern mal fynd er yhn, zum dritten bringt er yhn mit erausz.“ Pilger gäben ihr Vermögen auf der Reise aus und ließen ihre Angehörigen Not leiden.
13. Das Klosterwesen solle reformiert und Klöster zusammengelegt werden, um ihren Unterhalt zu sichern. Der ursprüngliche Zweck von Klöstern sei gewesen, als Schulen zu dienen: „Dan was sein stifft und kloster anders geweszen, den Christliche schulenn, darynnen man leret schrifft unnd zucht nach Christlicher weysze, unnd leut auff ertzog, zu regieren unnd predigen?“
14. Der Pflichtzölibat der Pfarrer solle aufgehoben werden, damit würde vielen einfachen Priestern, die mit Frau und Kindern lebten, geholfen. Dass Kleriker verheiratet waren, sei in der Alten Kirche üblich gewesen und in der griechischen Kirche weiterhin der Fall. Die Ortsgemeinde solle ein Gemeindeglied als Pfarrer oder Bischof selbst auswählen und einsetzen.
15. Ordensleute sollen ihren Beichtvater selbst wählen können.
16. Seelenmessen sollten reformiert werden.
17. Die Strafen des kanonischen Rechts sollen abgeschafft werden, besonders das Interdikt.
18. Die Zahl kirchlicher Feiertage solle reduziert werden; am besten wäre es, die Marien- und Heiligenfeste abzuschaffen oder sie auf den Sonntag zu verlegen.
19. Eine päpstliche Dispensation vor der Eheschließung bei bestimmten Verwandtschaftsgraden oder Patenbeziehungen der Brautleute soll nicht mehr erforderlich sein. Die Dispens, der in Rom teuer erkauft werde, könne jeder Ortspfarrer erteilen. Die Einhaltung der Fastenzeiten solle freiwillig sein.

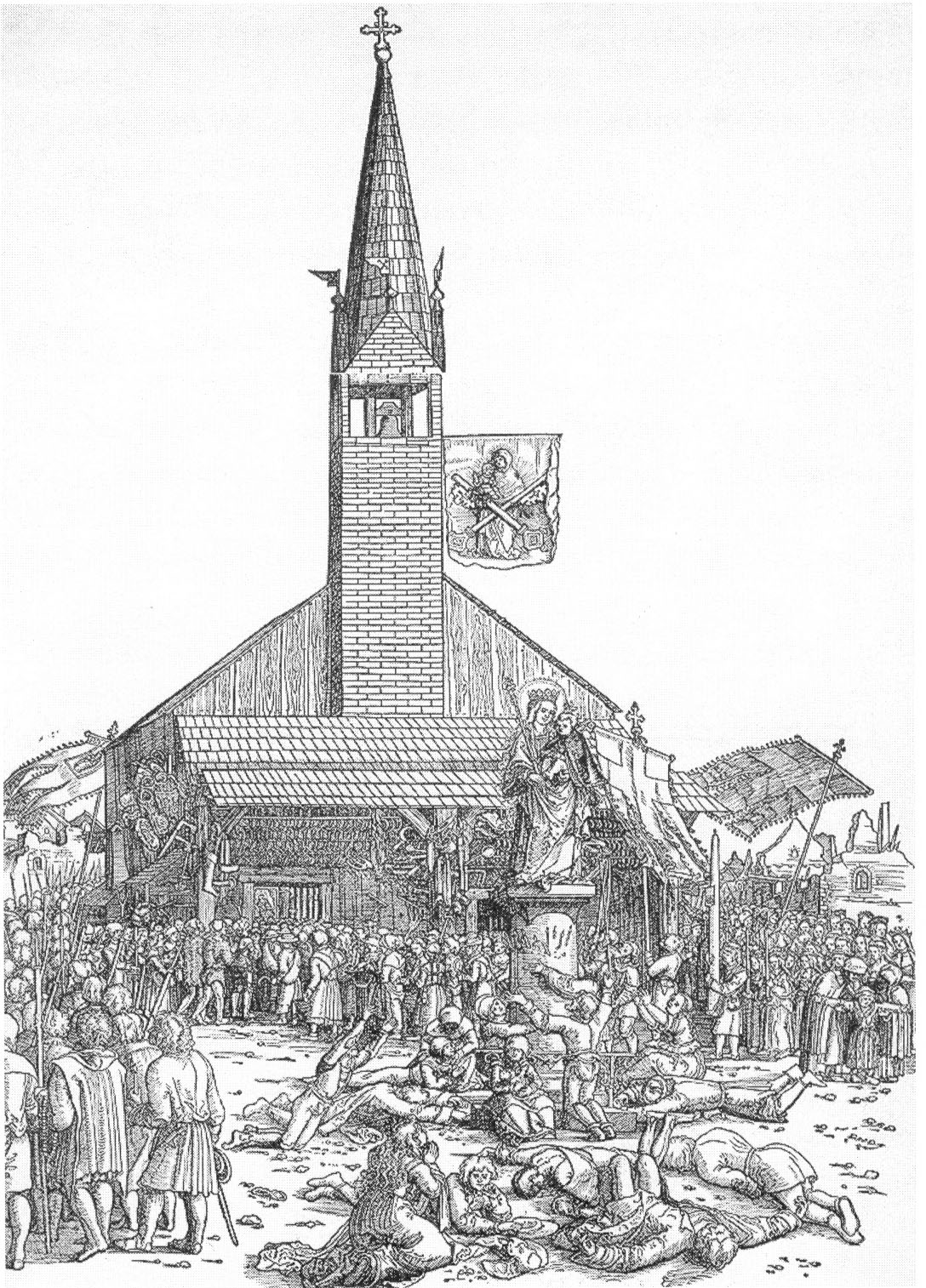
Wallfahrt zur Schönen Madonna von Regensburg, Michael Ostendorfer um 1520 (Kunstsammlung Veste Coburg)

20. Wallfahrt zur Schönen Madonna von Regensburg, Michael Ostendorfer um 1520 (Kunstsammlung Veste Coburg)Die Wunderblutkirche in Wilsnack, die Kapelle des Heiligen Blutes im mecklenburgischen Sternberg, der Heilige Rock zu Trier, die Marienheiligtümer von Grimmenthal und Regensburg seien Teufelsspuk. Das zeige schon die ekstatische Frömmigkeit der Menschen, die dort massenhaft zusammenströmten. Es sei nicht nötig, zu solchen Gnadenorten zu pilgern, denn alles Wichtige gebe es in der eigenen Pfarrkirche: „Hie findt man tauff, sacrament, predigt und deinen nehsten…“
21. Bettelei sollte abgeschafft werden. Jede Stadt sollte die Armen unter ihrer Bevölkerung versorgen und fremde Bettler, auch Pilger und Mönche, abweisen. Dazu müsste ermittelt werden, wer Not leidet und Hilfe braucht. Bettelorden könnten ohne die Einnahmen der Bettelei zwar nicht so große Kirchen und Klöster errichten, Luther hält das aber auch nicht für nötig: „Wer arm wil sein, solt nit reich sein, wil er aber reich sein, so greiff er mit der hand an den pflug, und suchs yhm selbs ausz der erden.“
22. Es sollten keine Messen mehr gestiftet werden. Doch räumt Luther ein, dass das Messelesen vielen Klerikern den Lebensunterhalt sichere. Hier sei eine gründliche Reform und Neuordnung nötig. Aus frommen Stiftungen wurden sogenannte Altaristen bezahlt, die für das Seelenheil der Stifter Stillmessen lasen. Der evangelische Kirchenhistoriker Karl-Heinz zur Mühlen bezeichnet sie als ein „Priesterproletariat, das zum schlechten Ruf der Kirche beitrug“, zumal sich manch ein Inhaber einer Pfründe als Pfarrer von einem Altaristen vertreten ließ.[24]
23. Ablassbriefe und Ähnliches sollte es gar nicht mehr geben. Die Päpste hätten der Christenheit sehr geschadet, unter anderem seien sie die Hauptschuldigen am Konflikt mit den Hussiten: Man habe Hus das zugesagte freie Geleit gebrochen mit der Begründung, dass man dieses einem Ketzer nicht halten müsse. Ketzer sollten durch Argumente und nicht durch Verbrennen überwunden werden.
24. Bei den Universitäten sieht Luther Reformbedarf. Von den Werken des Aristoteles solle man die Logik, Poetik und Rhetorik weiter unterrichten, aber die Dominanz des Aristotelismus im Lehrplan der Universitäten solle aufhören. Unter den Fakultäten greift Luther die Juristen und die Theologen heraus: das geistliche Recht und besonders die Dekretalen sollen abgetan werden; das weltliche Recht sei zwar reformbedürftig, aber weit besser. In der Theologie soll die Scholastik ersetzt werden durch das Studium der Bibel.
25. Das Heilige Römische Reich deutscher Nation müsse reorganisiert werden, da der Kaiser gegenüber dem Papst auf wesentliche Machtbefugnisse verzichte.
26. Ein ganzes Bündel von Reformideen widmet sich dem gesellschaftlichen Leben. Luxus bei Kleidung und Mahlzeiten solle unterbunden werden, ebenso das Zinsgeschäft. Die wirtschaftliche Dominanz der Fugger solle beendet werden.
27. Die städtischen Obrigkeiten sollten die Frauenhäuser schließen.

## Zeitgenössische Reaktionen
Die ersten Reaktionen auf An den christlichen Adel kamen aus Luthers klösterlichem Umfeld. Der provokante Ton schockierte; Johannes Lang nannte das Buch eine „Kriegstrompete“. Gegenüber Lang und Wenzeslaus Linck erläuterte Luther Mitte August brieflich, dass er die Schrift in prophetischer Radikalität verfasst habe, ohne Rücksichten zu nehmen.
Literarische Entgegnungen von Luthers Gegnern folgten bald nach der Veröffentlichung der Adelsschrift: zuerst durch Johannes Eck, bald darauf auch durch Thomas Murner und Hieronymus Emser. Eck war gerade mit der Verbreitung der Bulle Exsurge Domine im Reich befasst, als er von der Adelsschrift erfuhr. Er reagierte schnell und relativ pauschal auf Luthers Kirchenkritik. Seine Antwort, die er Anfang Oktober 1520 bei Martin Landsberg in Leipzig drucken ließ, griff sich schon im Titel Luthers Anklage heraus, das Konzil zu Konstanz habe Hus das Geleit gebrochen: Des heiligen Konzils zu Konstanz Entschuldigung, daß ihnen Bruder Martin Luther mit Unwahrheit aufgelegt, sie haben Johannes Hus und Hieronymus von Prag wider Geleit und Eid verbrannt. Luthers Vorwurf sei eine Beleidigung für den deutschen Adel, der das Konzil seinerzeit dominiert habe. In seiner maßlosen Ruhmsucht versuche Luther, die kirchliche Ordnung zu zerstören. Das aber wäre für den angeredeten Adel sehr nachteilig, denn er nutze ja die kirchlichen Institutionen, um seine eigenen Kinder zu versorgen.
Thomas Murner setzte sich detaillierter mit der Adelsschrift auseinander. Seine antilutherischen Schriften veröffentlichte er anonym, ein Konzept, das für ihn freilich nicht aufgehen sollte und ihn selbst seit dem Frühjahr 1521 zur Zielscheibe prolutherischer Polemik machte. Anonym zu schreiben hieß, wie es Lazarus Spengler als Parteigänger Luthers nach der Leipziger Disputation eindrucksvoll vorgemacht hatte, die Meinung der Bevölkerungsmehrheit in Worte zu fassen. Das wollte auch Murner. Als Anonymus schrieb er betont maßvoll, quasi unparteiisch, gab sich als Angehöriger des geistlichen Standes zu erkennen und trat an, um das durch Luther beschädigte Vertrauen zwischen Priestern und Laien wiederherzustellen. Um Weihnachten 1520 ging Murners Gegenschrift in Straßburg in den Druck: An den großmächtigsten und durchlauchtigsten Adel deutscher Nation, daß sie den christlichen Glauben beschützen wider den Zerstörer des Glaubens Christi, Martin Luther. Wie Luther widmete Murner sein Werk dem Kaiser. Er räumte ein, dass Luthers Kritik Teilwahrheiten enthalte. Die Lehre vom Priestertum aller Getauften sei höchst gefährlich, denn damit hebe Luther die Ständeordnung auf. Das könne nicht im Interesse des Adels sein. Murner hatte den Anspruch, Luther auf dessen eigenem Feld, der Bibelauslegung, zu widerlegen.
Im Januar 1521 hatte der Sekretär und Hofkaplan Georgs von Sachsen, Hieronymus Emser, seine Entgegnung Luthers fertiggestellt. Sie wurde ebenfalls von Landsberg in Leipzig gedruckt: An den Stier zu Wittenberg. Emser verfasste eine Art Kommentar zur Adelsschrift, deren Reformpunkte er der Reihe nach abarbeitete. Schwerpunkte sind: die Widerlegung der These vom Priestertum aller Getauften, die Begründung des Papsttums und des Weihepriestertums sowie der Unterscheidung von geistlicher und weltlicher Gewalt. Das päpstliche Lehramt sei unverzichtbar; die Beseitigung von Missständen in der Kirche sei Aufgabe eines Konzils. Luther wolle nicht reformieren, sondern die Kirche zerstören. Er habe vor, selbst Bischof der häretischen Böhmen zu werden.
Just als Luther seine Adelsschrift in den Druck gab, musste Ulrich von Hutten aus Mainz fliehen, wo ihm als Verfasser antirömischer Pamphlete ein Strafverfahren drohte. Franz von Sickingen gewährte ihm im September 1520 auf der Ebernburg bei Kreuznach Asyl. Von hier aus verfolgten Hutten und Sickingen Luthers Auftreten auf dem Reichstag im nahen Worms. Als potentielle Führer einer nationalen Opposition wurden die beiden von der kaiserlichen Diplomatie kontaktiert. Hutten trat gegen ein Jahresgehalt formell in kaiserlichen Dienst, den er aber nach dem Wormser Edikt quittierte. Nach einem „Pfaffenkrieg im Raubritterstil“ auf eigene Faust schloss er sich wieder an Sickingen an und deutete die Trierer Fehde als Schlag gegen kirchliche Tyrannei und Vorbereitung einer Reichsreform. Sickingens Niederlage machte solche Pläne gegenstandslos. Der schwerkranke Hutten floh in die Schweiz, wo er starb. Luther hatte seit September 1520 die antirömische Radikalisierung Huttens beobachtet; eine Distanzierung von Huttens Gewaltoption erfolgte erst verzögert (vor dem 16. Januar 1521) in einem verlorenen Brief Luthers an Hutten. Die Adelsschrift ist in dieser Hinsicht uneindeutig, es gibt sowohl Empfehlungen der Gewaltlosigkeit wie auch eine Befürwortung „‚handgreifliche[r]‘ Maßnahmen“.

## Wirkungsgeschichte
Der evangelische Kirchenhistoriker Thomas Kaufmann bezeichnet die Adelsschrift als „Manifest der Reformation“, hier und nicht schon mit dem Thesenanschlag von 1517 sei von Luther ein Entwurf zur Neugestaltung von Kirche und Gesellschaft vorgelegt worden. Allerdings war diese Schrift des Jahres 1520 nicht so etwas wie die Blaupause für den späteren Aufbau evangelisch-lutherischer Kirchen. Die Adelsschrift biete in ihrer Offenheit und Unbestimmtheit Anknüpfungspunkte für unterschiedliche Reformationstypen: „städtische oder bäuerliche Gemeindereformationen; Ratsreformationen; ritterschaftliche Reformationen; territorialfürstliche und Königsreformationen (in Skandinavien oder England).“ Der Grundsatz vom Priestertum aller Getauften habe im Spektrum der evangelischen Kirchen immer wieder Neuaufbrüche angeregt (Beispiele: Synodalverfassung, Frauenordination) und bleibe zugleich ein Störfaktor im ökumenischen Gespräch mit römisch-katholischen Theologen.
Als die BILD-Zeitung nach der Wahl Benedikts XVI. am 20. April 2005 titelte: „Wir sind Papst!“, stellte Robert Leicht fest, dass damit (unbewusst) Luthers Adelsschrift zitiert werde: „denn was aus der Taufe gekrochen ist, das kann sich rühmen, daß es schon zum Priester, Bischof oder Papst geweihet sei…“.

## Werkausgaben
- An den Christlichen Adel deutscher Nation von des Christlichen standes besserung. WA Band 6, S. 404–469.
- An den christlichen Adel deutscher Nation von des christlichen Standes Besserung. In: Martin Luther, Deutsch-Deutsche Studienausgabe. Band 3: Christ und Welt. Evangelische Verlagsanstalt, Leipzig 2016, ISBN 978-3-374-02882-5.